# Trop jeune pour elle
Pour plus de détails, voir Fiche technique et Distribution.
Trop jeune pour elle (Titre original : I Could Never Be Your Woman) est un film américain réalisé par Amy Heckerling, sorti en 2007.

## Synopsis
Rosie, 40 ans et divorcée, est la productrice d'une série télévisée en perte de vitesse et assume mal le fait de commencer à vieillir. Elle engage pour la série un nouvel acteur de 29 ans, Adam, qui redynamise les audiences. Une attirance mutuelle naît rapidement entre eux mais Rosie s'inquiète de leur différence d'âge.

## Fiche technique
- Titre : Trop jeune pour elle
- Titre original : I Could Never Be Your Woman
- Titre québécois : Jamais ensemble
- Réalisation : Amy Heckerling
- Scénario : Amy Heckerling
- Photographie : Brian Tufano
- Montage : Kate Coggins
- Musique : Mike Hedges
- Décors : Jon Henson
- Costumes : Shay Cunliffe
- Production : Philippe Martinez, Cerise Hallam Larkin et Alan Latham
- Sociétés de production : Bauer Martinez Studios, Templar Films Unlimited, Formula Films, Lucky 7 Productions LLC, Eclipse Catering et I Could Never Ltd.
- Budget : 24 000 000 $ (estimation)
- Pays d'origine :  États-Unis
- Langue originale : anglais
- Format : Couleurs - 1,85:1 - Dolby Digital - 35 mm
- Genre : Comédie romantique
- Durée : 97 minutes
- Dates de sortie : 
  - Espagne : 11 mai 2007 (première mondiale)
  - États-Unis : 26 février 2008 (direct-to-video)
  - France : 1er février 2011 (direct-to-video)

## Distribution
- Michelle Pfeiffer (VF : Emmanuèle Bondeville) : Rosie Hanson
- Paul Rudd (VFB : Tony Beck) : Adam Pearl
- Saoirse Ronan (VFB : Aaricia Dubois) : Izzie Mensforth
- Sarah Alexander : Jeannie
- Fred Willard (VFB : Franck Dacquin) : Marty Watkin
- Stacey Dash (VFB : Delphine Moriau) : Brianna Minx
- Jon Lovitz : Nathan Mensforth
- Tracey Ullman (VFB : Nathalie Stas) : Mère Nature
- Yasmin Paige : Melanie
- Rory Copus : Dylan
- Jayden Berry-Garvey : Ike
- Twink Caplan : Sissy
- Mackenzie Crook : le producteur
- Peter Polycarpou : le second producteur
- Iddo Goldberg
- Henry Winkler

Version Française
- Société de doublage : Dubbing Brothers Belgique
- Direction Artistique : Jean-Pierre Denuit
- Dialogues : Caroline Vandjour

Source et légende : Version française (VF) sur carton du doublage français
 Source et légende : version française (VF) sur RS Doublage

## Accueil
Le film n'est pas sorti au cinéma aux États-Unis parce que Metro-Goldwyn-Mayer a renoncé à assurer sa distribution et qu'aucun autre distributeur ne s'est présenté. Il n'a donc rapporté qu'un peu plus de 9 576 000 $ au box-office mondial.
Il a reçu un accueil critique plutôt favorable, recueillant 64 % d'avis positifs, avec une note moyenne de 5,7/10 et sur la base de 11 critiques collectées, sur le site Rotten Tomatoes.